# Montgròs (Fogars de la Selva)
El Montgròs és una muntanya de 390 metres que es troba al municipi de Fogars de la Selva, a la comarca de la Selva.